# Mirosław Krajewski (historyk)
Mirosław Krajewski (ur. 13 października 1946 w Nowinach) – polski polityk, nauczyciel akademicki, historyk, politolog, wydawca, działacz samorządowy, profesor nauk humanistycznych, profesor zwyczajny Uniwersytetu Kazimierza Wielkiego w Bydgoszczy, poseł na Sejm IV i V kadencji.

## Życiorys

### Działalność zawodowa i społeczna
Absolwent Państwowego Liceum Pedagogicznego nr 10 im. Waleriana Łukasińskiego w Wymyślinie (1965). W 1973 ukończył studia na Uniwersytecie Mikołaja Kopernika, w 1986 otrzymał stopień doktora na Uniwersytecie Warszawskim, a w 1995 habilitował się na UMK. W 2001 otrzymał tytuł profesora nauk humanistycznych, specjalizuje się m.in. w europeistyce, historii Polski XIX i XX wieku, historii państwa i prawa, paremiografii.
Pracował także jako dyrektor szkoły w Radzynku (1982–1995), gdzie przyczynił się do zbudowania nowego obiektu szkolnego oraz domu nauczyciela. Następnie był inspektorem oświaty w Brzuzem (1989–1990), potem kuratorem oświaty w województwie włocławskim (1995–1996). W latach 1996–2002 pełnił funkcję rektora Wyższej Szkoły Humanistyczno-Ekonomicznej we Włocławku. Współtworzył tę uczelnię z sześcioma kierunkami studiów (w tym dwoma na poziomie magisterskim) i ponad 6 tysiącami studentów. Działał na rzecz zorganizowania jej bazy materialnej uczelni (Auditorium Maximum, Collegium Novum) i struktury organizacyjnej. Inicjator m.in. utworzenia gazety uczelnianej „Vladislavia” (1997), dwóch serii naukowych („Zeszyty Naukowe WSHE”, „Debiuty Naukowe WSHE”) i chóru akademickiego „Arioso”. Na potrzeby biblioteki naukowej przekazał kilkaset książek. Od lipca do grudnia 2008 był prorektorem tej uczelni. Od 2003 do 2006 wykładał w Instytucie Dziennikarstwa i Komunikacji Społecznej Uniwersytetu Warmińsko-Mazurskiego. W 1995 został wykładowcą w Szkole Wyższej im. Pawła Włodkowica w Płocku, a w 2005 profesorem zwyczajnym w Instytucie Historii i Stosunków Międzynarodowych Uniwersytetu Kazimierza Wielkiego w Bydgoszczy.
W latach 1965–1995 należał do ZHP (będąc komendantem hufca, członkiem włocławskiej chorągwi i rady naczelnej), od 1977 do 1982 był prezesem zarządu oddziału ZNP. Później wszedł w skład Komitetu „Polska w XXI wieku” przy prezydium PAN (w okresie 1999–2002). W 1995 został przewodniczącym zarządu rejonowego Towarzystwa Przyjaciół Dzieci we Włocławku, a w 1979 członkiem Towarzystwa Naukowego Płockiego. W TNP w latach 2000–2009 prowadził seminarium doktoranckie, w tym czasie jedenaście osób uzyskało stopień doktora na różnych uczelniach krajowych. W latach 1979–2006 należał do Włocławskiego Towarzystwa Naukowego. W 1985 zorganizował dobrzyński oddział tego towarzystwa w Rypinie. W ramach działalności w tym oddziale w latach 1989–2006 zredagował dziesięć tomów naukowego periodyku „Ziemia Dobrzyńska. Zeszyty Historyczne Dobrzyńskiego Oddziału WTN”. Od 2008 przygotował corocznie wydawane tomy punktowanego przez MNiSW naukowego periodyku „Rocznik Dobrzyński”, liczącego łącznie ponad 5 tys. stron. Należy do Towarzystwa Historii Edukacji, Towarzystwa Nauczycieli Szkół Polskich, Stowarzyszenia Parlamentarzystów Polskich, Akademickiego Klubu Obywatelskiego im. Prezydenta Lecha Kaczyńskiego w Poznaniu oraz Toruńskiego Towarzystwa Naukowego. W 2007 zainicjował powołanie i został prezesem Dobrzyńskiego Towarzystwa Naukowego, organizacji pozarządowej zrzeszającej ponad 100 członków. Nawiązał współpracę ze Wspólnotą Francusko-Polską w Lotaryngii.
W 1994 założył w Rypinie Dom Wydawniczy „Verbum”, który w latach 1994–2001 wydawał kwartalnik „Ziemia Dobrzyńska. Gazeta dla Wszystkich”. W 2007 wydawnictwo przemianowane zostało na Wszechnicę Edukacyjną i Wydawniczą Verbum. Wydawnictwo w ciągu tego okresu wydało ponad 200 tytułów książek naukowych, podręczników akademickich, pamiętników oraz tomików poezji i opowiadań, m.in. w 2011 rozpoczęło serię wydawniczą pt. Biblioteka Dobrzyńska. W jej ramach wznowiono Kirgiz. Powieść Gustawa Zielińskiego z 1842, powieść Przekleństwo matki Franciszka Dmochowskiego z 1858, nowelę Powieści Sawy. W Oborach Marii Konopnickiej z 1916 oraz Morituri te salutant ave Patria, reportaż z czasu wojny polski-bolszewickiej z 1920 autorstwa Janiny Gawin-Waśniewskiej. Mirosław Krajewski przygotował też liczący blisko 600 stron Almanach poezji Dobrej Ziemi wraz z wypisami z prozy dobrzyńskiej oraz Deo et Matris. Almanach religijnej poezji ziemi dobrzyńskiej.
W 2019 został powołany w skład Rady Programowej Narodowego Instytutu Kultury i Dziedzictwa Wsi. W 2021 został prezydentem honorowym Polskiego Czarnego Krzyża oraz honorowym członkiem Dobrzyńskiego Towarzystwa Naukowego.

### Działalność polityczna
W latach 1987–1998 zasiadał w radzie gminy Brzuze. Od 1998 do 2002 był radnym sejmiku kujawsko-pomorskiego, pełnił w nim przez rok funkcję wiceprzewodniczącego. W latach 2002–2004 sprawował urząd pierwszego zastępcy prezydenta Włocławka ds. promocji i rozwoju.
W wyborach parlamentarnych w 2001 kandydował do Sejmu z listy SLD-UP (z rekomendacji SLD). Mandat posła IV kadencji objął 13 października 2004 w miejsce Ryszarda Chodynickiego. W 2005 przeszedł do Samoobrony RP, z listy której w tym samym roku po raz drugi został wybrany posłem w okręgu toruńskim liczbą 11 333 głosów. W kwietniu 2006 powołano go jako reprezentanta Sejmu w skład Krajowej Rady Sądownictwa, w której zasiadał do 2008. W Sejmie V kadencji przewodniczył Podkomisji stałej do spraw Nauki i Szkolnictwa Wyższego, był m.in. zastępcą przewodniczącego Komisji Edukacji, Nauki i Młodzieży, członkiem Komisji ds. Unii Europejskiej i wiceprzewodniczącym Komisji Nadzwyczajnej do rozpatrzenia przedstawionych przez Prezydenta RP projektów ustaw o zmianie Konstytucji Rzeczypospolitej Polskiej oraz o zmianie ustawy – Kodeks postępowania karnego. Nadto pracował m.in. w Komisji Nadzwyczajnej do spraw zmian w kodyfikacjach. W 2006 wszedł w skład prezydium Samoobrony RP.
Od lipca 2007 do końca kadencji w listopadzie tegoż roku był członkiem klubu parlamentarnego PSL. Nie ubiegał się o reelekcję w przedterminowych wyborach parlamentarnych w tym samym roku. W wyborach samorządowych w 2010 bez powodzenia kandydował na radnego rady miasta Rypina z listy lokalnego komitetu wyborczego wyborców. W 2016 został członkiem Prawa i Sprawiedliwości. W wyborach samorządowych w 2018 bezskutecznie startował z jego listy do sejmiku kujawsko-pomorskiego.

### Działalność naukowa
Jest autorem i redaktorem 150 druków zwartych, kilkuset artykułów naukowych, rozpraw, recenzji i wypowiedzi. Pełnił funkcję redaktora naukowego dziejów Rypina: „Rypin. Szkice z dziejów miasta” (1994) i drugiego tomu „Dziejów Płocka (1793–1945)” (2006), jedenastu tomów „Zeszytów Naukowych WSHE” (1997–2003), dziesięciu tomów „Ziemi Dobrzyńskiej” (1989–2006), trzech tomów „Debiutów Naukowych WSHE” (1998–2002) i czternastu tomów „Rocznika Dobrzyńskiego” (2008–2021). W statystyce bibliometrycznej publikacji pracowników Uniwersytetu Kazimierza Wielkiego w Bydgoszczy za 2018 zajął czołowe miejsce, z liczbą punktów 1128. W ramach badań naukowych nad historią ziemi dobrzyńskiej zweryfikował i ustalił m.in. wykaz 1071 uczestników manifestacji patriotycznych z lat 1861–1863 oraz powstania styczniowego z lat 1863–1864 na tym terenie, powiększając wykaz o ponad 500 osób w stosunku do zestawienia przedwojennego. Naukowo zajmował się przebiegiem powstań, a także przebiegiem drugiej wojny światowej na ziemi dobrzyńskiej. Przeprowadził również badania nad herbem tej ziemi. Znaczna część jego pracy badawczej dotyczy sanktuariów maryjnych w kościołach zakonnych (karmelitów i bernardynów) na ziemi dobrzyńskiej oraz w Pilźnie. W ramach uprawianej leksykografii przygotował i wydał drukiem m.in. Leksykon powszechnych dziejów edukacji z przewodnikiem bibliograficznym (2010) oraz Leksykon prawa oświatowego (2018). Autor prac naukowych i popularyzatorskich z dziedziny paremiografii, m.in. Aforyzmy, cytaty i myśli o edukacji i twórczości (2003), Aurea dicta (złote słowa) dla ludzi władzy i polityki (2004), Europa potrzebuje odkupienia. Jan Paweł II o Europie (2005), Universitas w nauczaniu Jana Pawła II (2011), Zatroskany o Polskę. Prezydent Rzeczypospolitej Polskiej prof. Lech Kaczyński o Polsce i świecie (wybór myśli z wystąpień, listów i wywiadów) (2015), Myśli dla siebie (2017). W zakresie biografistyki w latach 1992–2014 przygotował i wydał trzy wersje słowników biograficznych ziemi dobrzyńskiej: Słownik biograficzny ziemi dobrzyńskiej do 1945 r. (1992), Dobrzyński słownik biograficzny. Ludzie europejskiego regionu (2002), a także dwutomowy Nowy słownik biograficzny ziemi dobrzyńskiej (2014), obejmujący ponad trzy tysiące biogramów. Jest autorem m.in. biografii profesora Jerzego Pietrkiewicza (Koryfeusz Dobrej Ziemi – 2007) oraz pułkownik Marii Sobocińskiej (Dama Niezłomna. Maria Sobocińska (1920–2012). Biografia wpisana w okupacyjne dzieje Skępego – 2012).
Jest promotorem dziesięciu doktoratów z zakresu nauk humanistycznych i społecznych na różnych uczelniach krajowych (Uniwersytet Warszawski, Uniwersytet Mikołaja Kopernika w Toruniu, Uniwersytet Warmińsko-Mazurski w Olsztynie i Uniwersytet Kazimierza Wielkiego w Bydgoszczy) oraz kilkuset prac magisterskich i licencjackich (UMK, UWM, UKW, WSHE, Szkoła Wyższa im. Pawła Włodkowica). Był m.in. promotorem doktoratu Marka Wojtkowskiego.

### Kontrowersje związane z habilitacją
Według Piotra Głuchowskiego i Marcina Kowalskiego, dziennikarzy „Gazety Wyborczej”, miał rzekomo popełnić plagiat w swojej pracy habilitacyjnej Powstanie Styczniowe między Skrwą a Drwęcą z 1994, wykorzystując zgromadzone przed wojną wyniki badań księdza Czesława Lissowskiego. Według nich Mirosław Krajewski odwołał się w tej pozycji do tych samych źródeł co Czesław Lissowski, mimo że część z nich uległa zniszczeniu w czasie wojny. Jego praca habilitacyjna została poddana dodatkowej ocenie komisji złożonej z historyków z UMK, którzy w styczniu 2008 orzekli, że nie może być ona uznana za pracę samodzielną. W 2008 m.in. na łamach prasy zainteresowany zamieścił sprostowania, powołując się przy tym na ekspertyzy z zakresu prawa autorskiego. Rada Wydziału Nauk Historycznych UMK w Toruniu uchwałą z 16 czerwca 2009 odmówiła wszczęcia postępowania w przedmiocie nadania mu stopnia doktora habilitowanego (przyjmując wniosek komisji rady wydziału, która nie wskazała, by praca ta nosiła znamiona plagiatu). 21 grudnia 2009 prezydium Centralnej Komisji do Spraw Stopni i Tytułów uchyliło swoją uchwałę z 26 czerwca 1995 zatwierdzającą nadanie Mirosławowi Krajewskiemu stopnia naukowego doktora habilitowanego nauk humanistycznych w dyscyplinie historia. Skargi Mirosława Krajewskiego na tę decyzję nie uwzględnił Wojewódzki Sąd Administracyjny, jednak orzeczenie WSA zostało uchylone i skierowane do ponownego rozpoznania przez Naczelny Sąd Administracyjny w maju 2011. We wrześniu 2011, ponownie rozpoznający skargę Mirosława Krajewskiego na decyzję o uchyleniu mu habilitacji, WSA unieważnił zaskarżoną przez niego decyzję Centralnej Komisji do Spraw Stopni i Tytułów. 15 grudnia 2020 r. Rada Dyscypliny Historia Uniwersytetu Mikołaja Kopernika odmówiła Mirosławowi Krajewskiemu nadania stopnia doktora habilitowanego po zapoznaniu się z trzema ponownymi recenzjami jego dorobku naukowego. Członkowie komisji ocenili dorobek naukowy jako mało wartościowy i zawierający prace o charakterze autoplagiatu. Od ww. odmowy Mirosław Krajewski odwołał się do Centralnej Komisji ds. Stopni i Tytułów. Rada Doskonałości Naukowej, która przejęła kompetencje CK ds. SiTN, dostrzegła błędy proceduralne w postępowaniu. W związku z tym Rada Dyscypliny Historia UMK uchyliła uchwałę z 1995 r. nadającą Mirosławowi Krajewskiemu stopień doktora habilitowanego i jednocześnie odmówiła mu nadania tego stopnia po ponownej ocenie jego dorobku naukowego. Jednak Rada Doskonałości Naukowej w Warszawie decyzją z 23 czerwca 2023 r. (BCK-I-O=00055-2023) stwierdziła nieważność ww. uchwały RDH UMK z dn. 14 czerwca 2022 r. o uchyleniu uchwały RWNH UMK z 13 lutego 1995 r. o nadaniu stopnia dra oraz odmowie nadania stopnia prof. dr. hab. M. Krajewskiemu stopnia doktora habilitowanego nauk humanistycznych w dyscyplinie historia.

## Odznaczenia i wyróżnienia
W 1999 został odznaczony Krzyżem Kawalerskim Orderu Odrodzenia Polski.
Został odznaczony i wyróżniony również m.in. Medalem Komisji Edukacji Narodowej (1989), Złotym (1988) i Srebrnym (1982) Krzyżem Zasługi, Złotym Krzyżem „Za Zasługi dla ZHP” (1979), Złotą Odznaką ZNP (1980), Brązowym Medalem „Za zasługi dla obronności kraju” (1995), medalem z okazji 650. rocznicy nadania praw miejskich dla Lipna (1999), Odznaką Honorową „za Zasługi dla Województwa Kujawsko-Pomorskiego” (2002), Medalem Akademii Bydgoskiej im. Kazimierza Wielkiego za szczególne zasługi dla Akademii (2005), Medalem Pawła Włodkowica (2005), Złotą Odznaką Zasłużonego Działacza Towarzystwa Przyjaciół Dzieci (2006), Medalem im. dr. Henryka Jordana (2012), Odznaczeniem „Za zasługi dla Polskiego Czarnego Krzyża” (2021), Nagrodami Ministra Edukacji Narodowej (1995, 1996), Nagrodą I stopnia Rektora Uniwersytetu Warmińsko-Mazurskiego (2005), Nagrodami Rektora Uniwersytetu Kazimierza Wielkiego (2012, 2017), certyfikatem dobroczynności Fundacji Dzieciom „Zdążyć z Pomocą” (2003, 2005), Nagrodą im. ks. Wincentego Borkowskiego (2015). Był pierwszym laureatem Nagrody im. Adama Adamandego Kochańskiego (1995). Został uhonorowany tytułami: „Zasłużony dla Miasta Rypina” (1995), „Zasłużony dla Skępego” (1997), „Zasłużony dla Gminy Radomin” (2013), „Za Zasługi dla powiatu golubsko-dobrzyńskiego” (2014). Został także pierwszym honorowym członkiem Stowarzyszenia Gmin Ziemi Dobrzyńskiej (2002).

## Wybrane publikacje[8][54][53][55]
- Eksterminacja nauczycieli Ziemi Dobrzyńskiej (b. powiaty Rypin i Lipno) w latach II wojny światowej 1939–1945 (1977).
- Sanktuarium Maryjne Ojców Karmelitów w Oborach. Zarys dziejów, architektury i kultu (1983).
- Kościół i klasztor Ojców Karmelitów w Oborach (1986).
- Materiały do bibliografii historycznej Ziemi Dobrzyńskiej (1986).
- Gustaw Zieliński – życie i dzieło (red., 1988).
- Byli z ojczyzny mojej: zagłada ludności żydowskiej ziemi dobrzyńskiej w latach drugiej wojny światowej (1939–1945) (1990).
- Słownik biograficzny ziemi dobrzyńskiej (do 1945 r.) (1992).
- Powstanie styczniowe między Skrwą a Drwęcą (1994).
- Rypin. Szkice z dziejów miasta (red., 1994).
- Ksiądz Czesław Lissowski (1895–1942). W 100-lecie urodzin (1995).
- W cieniu wojny i okupacji: Ziemia Dobrzyńska w latach 1939–1945 (1995).
- Zabytki ziemi dobrzyńskiej. Przewodnik bibliograficzny (współautor, 1996), ISBN 83-85289-12-7.
- Sanktuarium Matki Bożej Bolesnej w Oborach (1996), ISBN 83-90460-96-3.
- Sanktuarium Matki Bożej Pocieszenia w kościele Ojców Karmelitów w Pilźnie (1996), ISBN 83-904094-0-2.
- Skępe. Zarys dziejów i obraz współczesny (1996), ISBN 83-90460-93-9.
- Praca dyplomowa z elementami edytorstwa (1998), ISBN 83-90719-73-8.
- Historia gospodarcza Polski do 1989 r. Zarys wykładu (2000), ISBN 83-91113-60-4.
- W sercu tej ziemi (2000), ISBN 83-90895-69-2.
- Byli wśród nas. Żydzi we Włocławku oraz na Kujawach Wschodnich i w Ziemi Dobrzyńskiej (red., 2001), ISBN 83-88115-40-5.
- Dwie części Kujaw. Związki i podziały w dziejach regionu (współredaktor, 2001), ISBN 83-88500-26-0.
- Kujawy i Pomorze w latach 1945–1956. Od zakończenia okupacji niemieckiej do przełomu październikowego (współredaktor, 2001), ISBN 83-88500-12-0.
- Płock w okresie okupacji 1939–1945 (2001), ISBN 83-88500-15-5.
- Rozważania na przełomie wieków. Wokół problemów społeczno-ekonomicznych Polski i Europy (2001), ISBN 83-88500-01-5.
- U źródeł wiedzy i patriotyzmu. Seminarium i Liceum Pedagogiczne w Wymyślinie (1867–1969). Szkice do monografii (2001), ISBN 83-88701-07-X.
- Vademecum autora i wydawcy prac naukowych (2001), ISBN 83-88500-11-2.
- Wojna polsko-bolszewicka z perspektywy osiemdziesięciu lat (1920–2000). Aspekty ogólne i regionalne (red., 2001), ISBN 83-88500-18-X.
- Dobrzyński słownik biograficzny. Ludzie europejskiego regionu (2002), ISBN 83-88500-35-X.
- Kujawy wschodnie i Ziemia Dobrzyńska w latach okupacji hitlerowskiej 1939–1945 (2002), ISBN 83-88115-41-3.
- Dzieje Sierpca i ziemi sierpeckiej (współautor, 2003).
- Aforyzmy, cytaty i myśli o edukacji i twórczości (2003), ISBN 83-89416-17-4.
- Dzieje wychowania i doktryn pedagogicznych. Zarys wykładu (2003), ISBN 83-89416-47-6.
- Aurea dicta (złote słowa) dla ludzi władzy i polityki (2004), ISBN 83-88701-21-5.
- Europejski obszar szkolnictwa wyższego. Szanse i wyzwania (2004), ISBN 83-89416-45-X.
- Piszemy prace naukowe, Vademecum dla studentów i doktorantów (2004), ISBN 83-88701-25-8.
- Europa potrzebuje odkupienia. Jan Paweł II o Europie (wybór i oprac., 2005), ISBN 83-89865-35-1.
- Ludzie wizerunku ziemi dobrzyńskiej. Złota księga 2005 (red., 2005), ISBN 83-88701-31-2.
- Tronująca w sercu tej ziemi. Wołanie o powrót do korzeni (2005).
- Badania pedagogiczne w zarysie (2006), ISBN 83-60662-55-X.
- Dzieje Płocka, t. II: Dzieje miasta w latach 1793–1945 (red., 2006), ISBN 83-60348-05-7.
- Historia wychowania i myśli pedagogicznej. Zarys wykładu (2006), ISBN 83-89416-76-X.
- Przyczynki historyczne i historiograficzne ziemi dobrzyńskiej (2006), ISBN 83-88701-33-9.
- Retrospektywa historiograficzna ziemi dobrzyńskiej. Dyskurs in statu quo ante et pro futuro (2006), ISBN 978-83-91495-79-7.
- Marii Strużyńskiej wspomnienia z lat wojny i okupacji (1939–1945), oprac. 2007, ISBN 978-83-88701-34-4.
- Wymyślińska Alma Mater. Seminarium i Liceum Pedagogiczne (1867–1969) (2007), ISBN 978-83-88701-29-0.
- Koryfeusz Dobrej Ziemi (2008), ISBN 978-83-88701-36-8.
- „Rocznik Dobrzyński”, t. 1 (red. nauk., 2008), ISSN 1898-7125.
- Chronologiczno-synchroniczny przegląd powszechnych dziejów edukacji (2009), ISBN 978-83-65394-25-5.
- „Rocznik Dobrzyński”, t. 2 (red. nauk., 2009), ISSN 1898-7125.
- Dobrzyńskie listy Fryderyka Chopina (2010), ISBN 978-83-88701-40-5.
- Leksykon dziejów edukacji. Ludzie-instytucje-koncepcje (2010), ISBN 978-83-60662-25-0.
- „Rocznik Dobrzyński”, t. 3 (red. nauk., 2010), ISSN 1898-7125.
- Wspomnienia i galeria serdeczna. Wymyślin w pamięci nauczycieli i wychowanków z pełnym ich wykazem (1867–1969), wybór i oprac., 2010, ISBN 978-83-88701-42-9.
- Ziemia dobrzyńska w cieniu czerwonej gwiazdy. Rok 1920 (2010), ISBN 978-83-88701-41-2.
- Deo et Matris. Almanach religijnej poezji ziemi dobrzyńskiej (wybór i oprac., 2011), ISBN 978-83-88701-46-7.
- „Rocznik Dobrzyński”, t. 4 (red. nauk., 2011), ISSN 1898-7125.
- Universitas w nauczaniu Jana Pawła II (2011), ISBN 978-83-63043-00-1.
- Wartości kulturowe ziemi dobrzyńskiej (współredaktor, 2011), ISBN 978-83-63043-00-1.
- Usque ad finem. Powstanie listopadowe i partyzantka 1833 r. na ziemi dobrzyńskiej (2011), ISBN 978-83-63043-01-8.
- Dama Niezłomna. Maria Sobocińska (1920–2012). Biografia wpisana w okupacyjne dzieje Skępego (2012), ISBN 978-83-63043-03-2.
- „Rocznik Dobrzyński”, t. 5 (red. nauk., 2012), ISSN 1898-7125.
- Rypinie grodzie cichy… Albumowa monografia miasta (2012), ISBN 978-83-88701-54-2.
- Samorząd gospodarczy i zawodowy w Polsce (2012), ISBN 978-83-63043-02-5.
- Na bój, Polacy, na święty bój. Powstanie styczniowe i jego echa w dorzeczu Drwęcy. Studia i szkice (red., 2013), ISBN 978-83-88701-62-7.
- „Rocznik Dobrzyński”, t. 6 (red. nauk., 2013), ISSN 1898-7125.
- Z krwi Waszej posiew wolności. Ludzie i miejsca powstania styczniowego na ziemi dobrzyńskiej (2013), ISBN 978-83-63043-04-9.
- Nowy słownik biograficzny ziemi dobrzyńskiej, t. 1–2 (2014), ISBN 978-83-63043-06-3.
- „Rocznik Dobrzyński”, t. 7 (red. nauk., 2014), ISSN 1898-7125.
- Zatroskany o Polskę. Prezydent Rzeczypospolitej Polskiej prof. Lech Kaczyński o Polsce i świecie (wybór myśli z wystąpień, listów i wywiadów) (2015), ISBN 978-83-63043-09-4.
- Almanach poezji Dobrej Ziemi wraz z wypisami z prozy dobrzyńskiej (wybór, oprac. i wstęp, 2015).
- Rypiński kościół farny. Chronografia kościoła pw. Świętej Trójcy w Rypinie (1355–2015). Na jubileusz 660-lecia konsekracji świątyni (2015), ISBN 978-83-88701-96-2.
- „Rocznik Dobrzyński”, t. 8 (red. nauk., 2015), ISSN 1898-7125.
- Historia testis temporum. Terra Dobrinensis – jako region historyczno-kulturowy i jego związki z obszarami przyległymi (2016), ISBN 978-83-63043-12-4.
- Oborzańskie Sanktuarium Matki Bożej Bolesnej – Pani i Królowej Ziemi Dobrzyńskiej. Na 40. rocznicę koronacji Figury Oborskiej (1976–2016), 410. rocznicę pobytu Ojców Karmelitów w Oborach (1606–2016), 45-lecie utworzenia parafii (1971–2016) (2016), ISBN 978-83-65394-06-4.
- Okolica z „Dobrzyńską Częstochową”. Gmina Zbójno koło Obór w ziemi dobrzyńskiej, zwanej Dobrą Ziemią (2016), ISBN 978-83-65394-02-6.
- Pod szatą Karmelu. Kościół i klasztor Ojców Karmelitów w Trutowie i okolica (2016), ISBN 978-83-65394-07-1.
- „Rocznik Dobrzyński”, t. 9 (red. nauk., 2016), ISSN 1898-7125.
- Setna rocznica urodzin Koryfeusza Dobrej Ziemi. Jerzy Pietrkiewicz (1916–2007), „Rocznik Dobrzyński”, t. 9, s. 99–117 (2016).
- „Wiadomość o sądzie pokoju” sprzed 200 lat Wincentego H. Gawareckiego. Przyczynek do historii państwa i prawa Polski epoki rozbiorowej, „Studia z Zakresu Prawa, Administracji i Zarządzania Uniwersytetu Kazimierza Wielkiego w Bydgoszczy”, t. 7, s. 93–103 (2015).
- Dobrzyńska i Brzemienna Matka Boża w skępskim wizerunku (2017), ISBN 978-83-63043-13-1.
- Historyczne i prawne aspekty wizerunku herbu Ziemi Dobrzyńskiej jako symbolu jednoczącego lokalną społeczność, [w:] Ryszard Bartoszewski (red.), Z dziejów ziemi dobrzyńskiej. Materiały XX Konferencji historycznej „Z dziejów Ziemi Dobrzyńskiej” w Tłuchowie w dniu 18 X 2016 r., s. 9–26 (2017), ISBN 978-83-65394-11-8.
- Myśli dla siebie (red., 2017), ISBN 978-83-65394-23-1.
- O właściwą pisownię nazwy własnej „Ziemia Dobrzyńska” na tle jej odrębności i trwałości historycznej oraz kulturowej, „Rocznik Dobrzyński”, t. 10, s. 9–25 (2017).
- „Rocznik Dobrzyński”, t. 10 (red. nauk., 2017), ISSN 1898-7125.
- Almanach poezji Dobrej Ziemi wraz z wypisami z prozy dobrzyńskiej, wyd. 2, uzup. i popr. (wybór, oprac. i wstęp, 2018), ISBN 978-83-65394-28-6.
- Chronologiczno-synchroniczny przegląd powszechnych dziejów edukacji wraz z aspektami prawnymi (2018), ISBN 978-83-65394-25-5.
- Leksykon prawa oświatowego. Stan prawny na dzień 1 kwietnia 2018 r. (2018), ISBN 978-83-65451-34-7.
- Okolica Chopina, Dąbrowskiej i Dziewanowskich. Monografia albumowa Gminy Radomin (2018), ISBN 978-83-65394-21-7.
- Podnieś skrzydła orle biały. Ziemi Dobrzyńskiej drogi do wolności. Na 100-lecie odzyskania niepodległości (2018), ISBN 978-83-63043-16-2.
- Powiat lipnowski. Materiały monograficzne i albumowe (2018), ISBN 978-83-65394-36-1.
- „Rocznik Dobrzyński”, t. 11 (red. nauk., 2018), ISSN 1898-7125.
- Pod szatą Karmelu. Kościół i klasztor Ojców Karmelitów w Trutowie i okolica, wyd. 2, uzup. (2019), ISBN 978-83-65394-39-2.
- „Rocznik Dobrzyński”, t. 12 (red. nauk., 2019), ISSN 1898-7125.
- Klejnoty Ziemi Dobrzyńskiej (2019), ISBN 978-83-63043-18-6.
- Do końca wierni… Orędownicy Maryi, Karmelu i Dobrej Ziemi (2020), ISBN 978-83-63043-19-3.
- Genotyp pracy, walki i wolności. Album bene meritas dla Ziemi Dobrzyńskiej, [w:] Z dziejów Ziemi Dobrzyńskiej, t. 24 (2020), ISBN 978-83-65394-58-3.
- O metodologii nauk i zasadach pisarstwa naukowego. Według stanu prawnego na dzień 31 maja 2020 r. (2020), ISBN 978-83-65451-41-5.
- „Rocznik Dobrzyński”, t. 13 (red. nauk., 2020), ISSN 1898-7125.
- Victoria nad czerwoną gwiazdą. Dobrzyńskie konstatacje historyczne i literackie (2020), ISBN 978-83-63043-20-9.
- Dobrzyńska Częstochowa. Sanktuarium NMP Skępskiej, Matki Bożej Brzemiennej-Królowej Ziemi Dobrzyńskiej, Mazowsza i Kujaw. Na 525-lecie sprowadzenia do Skępego Figury Matki Bożej (1496–2021) (2021), ISBN 978-83-63043-22-3.
- Dobrzyński wawrzyn, współautor, (2021), ISBN 978-83-65394-65-1.
- Rocznik Dobrzyński, t. 14 (red. nauk., 2021), ISSN 1898-7125[56].
- Dzieje Grabowa i gminy Grabów nad Pilicą (red., 2022), ISBN 978-83-65394-71-2.
- Królowa Korony Dobrej Ziemi. Jej tron stoi jak skała, (2022), ISBN 978-83-65394-75-0.
- Od zwycięstwa (poprzez trzy wojny) do victorii golubskiej (1410–1422) (red., 2022), ISBN 978-83-63043-26-1.
- „Rocznik Dobrzyński”, t. 15 (red. nauk., 2022), ISSN 1898-7125.
- Sapere aude. 1000 pytań i odpowiedzi z historii administracji i wychowania dla studentów prawa, administracji i pedagogiki (2022), ISBN 978-83-65451-46-0.
- Materiały na XXVI konferencję historyczną „Z dziejów Ziemi Dobrzyńskiej” w Szafarni, gmina Radomin w dniu 15 września 2022 r., [w:] Z dziejów Ziemi Dobrzyńskiej, t. 26 (2022), ISBN 978-83-65394-77-4.
- Zygmunt III Waza na Zamku Golubskim. W 400-lecie pobytu (1623–2023), red., 2023, ISBN 978-83-65394-84-2.
- Z dziejów Ziemi Dobrzyńskiej. Materiały na XXVII Konferencję historyczną „Z dziejów Ziemi Dobrzyńskiej organizowanej przez Stowarzyszenie Gmin Ziemi Dobrzyńskiej wraz Wójtem Gminy Wielgie w dniu 19 października 20232 r. w Zadusznikach, t. 27, 2023,ISBN 978-83-65394-86-6.
- Skępski słownik biograficzny. Bene merentes ad Skempensis, 2023, ISBN 978-83-63043-32-2.
- „Rocznik Dobrzyński”, t. 16 (red. nauk., 2023), ISSN 1898-7125.
- Oborzańskie Sanktuarium Matki Bożej Bolesnej Pani i Królowej Ziemi Dobrzyńskiej, wyd. 2, popr. i uzup., 2023, s. 298, ISBN 978-83-65394-85-9.
- Matka Boża Oborska Królowa i Patronka Dobrej Ziemi, 2023, ISBN 978-83-6304-30-8.
- Genotyp walki i martyrologii Ziemi Dobrzyńskiej. Synowie i córy Ziemi Dobrzyńskiej i obszarów przyległych w walkach o suwerenność i wolność Najjaśniejszej Rzeczypospolitej (1673–1988), 2023, ISBN 978-83-63043-31-5.
- Kikół i okolice. Materiały do monografii miasta i gminy, 2024, ISBN 978-83-65394-88-0[57][58].